# Греческий Новый Завет Весткотта и Хорта
Гре́ческий Но́вый Заве́т Вестко́тта и Хо́рта (англ. The New Testament in the Original Greek — Новый Завет в греческом оригинале) — версия текста Нового Завета на оригинальном диалекте койне древнегреческого языка, опубликованная в 1881 году двумя профессорами Кембриджа Бруком Фоссом Уэсткоттом (1825—1901) и Фентоном Джоном Энтони Хортом (1828—1892). Книга была напечатана в Нью-Йорке. Редакторы совместно работали над изданием текста в течение 28 лет. В научных изданиях используется для текста Весткотта и Хорта сокращение или аббревиатура — «WH».
Издание книги является плодом текстологического исследования двух учёных. Источниками для издания книги были наиболее древние сохранившиеся рукописи-манускрипты на койне IV—V века: Ватиканский кодекс, Синайский кодекс, Кодекс Безы, Александрийский кодекс, Ефремов кодекс. Помимо текстов на древнегреческом учёные использовали для своей работы сохранившиеся и имеющиеся в их распоряжении тексты-рукописи на старолатинском и старосирийском. Основными из пяти древнегреческих текстов были Синайский и Ватиканский кодексы. Если какое-либо место в тексте Ватиканского и Синайского кодексов отличались от остальных, то выбирался текст Ватиканского и Синайского кодексов. Если разночтения были между Ватиканским и Синайским кодексами, то выбирался текст Ватиканского кодекса. Иногда текст Кодекса Безы соответствовал текстам старолатинским и старосирийским и был короче чем тот же самый текст в Ватиканском кодексе, в этом случае учёный печатали текст Кодекса Безы. Текст Весткотта и Хорта является одной из попыток реконструкции текста Нового Завета. Кроме текста Весткотта и Хорта были и другие попытки реконструкции оригинального текста Нового Завета, например, «Новый Завет на греческом языке Нестле-Аланда» (англ. «Novum Testamentum Graece Nestle — Aland») и другие. Новый Завет Весткотта и Хорта выдержал несколько изданий.
Новый Завет Вескотта и Хорта послужил основой для издания SBL Greek New Testament, сравнивающего разные издания греческого Нового Завета.

## Издания «The New Testament in the Original Greek»
- The New Testament in the original Greek — 1881.djvu; Издание 1881 года.
- Издание 1907 года
- Издание 1925 года
- Издание 2007 года